# Бадалов, Андрей Юрьевич
Андре́й Ю́рьевич Бада́лов (17 сентября 1962, Краснодар — 4 июля 2025, Москва) — российский инженер, государственный и корпоративный управленец, вице-президент ПАО «Транснефть». Был одним из ведущих специалистов в области цифровых технологий в госсекторе и топливно-энергетическом комплексе.

## Биография
- Окончил московскую экспериментальную школу №710 Академии наук СССР.
- В 1984 году с отличием завершил обучение в Московском инженерно-физическом институте (МИФИ) по специальности «инженер-математик».

После окончания МИФИ Бадалов работал на предприятиях оборонного сектора.
- В 1994–1999 годах занимал пост заместителя генерального директора Ассоциации пользователей и разработчиков CD-ROM-продукции.
- В 1999–2001 годах, был консультантом Информационного центра научного парка МГУ]].
- В 2008 году прошел курсы повышения квалификации в Военной академии Генерального штаба Вооруженных сил РФ. Работал в ряде проектов, связанных с цифровизацией госсектора.
- В 2013—2019 годах возглавлял НИИ «Восход» — ключевой разработчик государственных автоматизированных систем (включая ГАС «Выборы» и «Правосудие»).
- С 2019 года занимал пост вице-президента ПАО «Транснефть», отвечал за цифровую трансформацию, разработку и внедрение ИТ-решений, а также информационную безопасность.

## Награды
Неоднократно отмечен ведомственными знаками отличия, награждён профессиональной премией в области информационной безопасности «Серебряный кинжал», почётной грамотой Министерства энергетики РФ за обеспечение устойчивого энергоснабжения олимпийских спортивных объектов Сочи 2014 и нагрудным знаком «За надёжную эксплуатацию Олимпийских энергообъектов».

## Семья
Был женат, есть две дочери.

## Увлечения
Туризм, путешествия.

## Гибель
4 июля 2025 года Андрей Бадалов погиб в результате падения с высоты из своей квартиры на Рублёвском шоссе в Москве. Предварительная причина гибели — самоубийство.